# Sankalpa
Sankalpa est un film indien réalisé par le collectif Agradoot, sorti en 1948.

## Fiche technique
- Titre : Sankalpa
- Réalisation : Agradoot
- Scénario : Sailen Roy
- Musique : Robin Chatterjee
- Photographie : Bibhuti Lata
- Pays d'origine :  Inde
- Format : Noir et blanc - Mono
- Date de sortie : 1948

## Distribution
- Sikharani Bag
- Molina Devi
- Suhasini Devi
- Jahar Ganguli
- Monica Ganguly
- Anoop Kumar